# Religião na Letônia

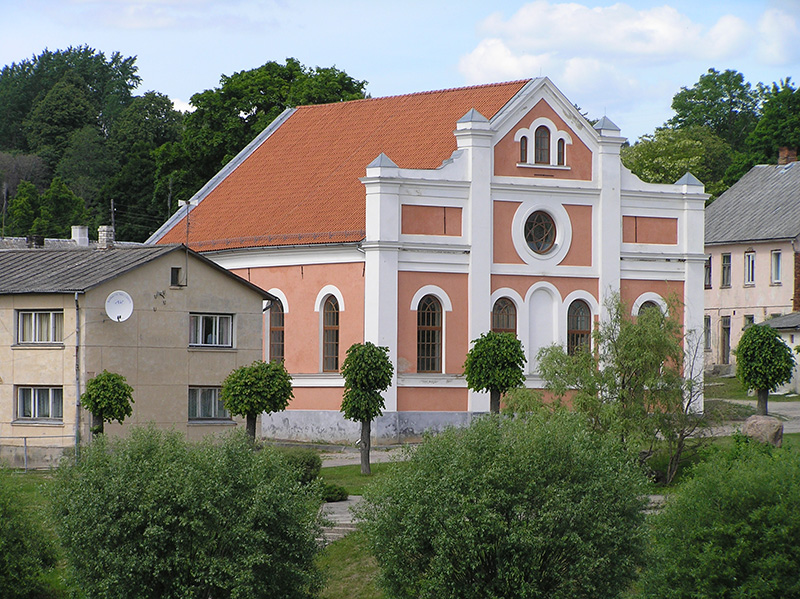
Uma sinagoga em Sabile.

A religião na Letônia tem suscitado poucos conflitos ao longo dos séculos. O cristianismo foi introduzido relativamente tarde no país  no século XIII. A Igreja Evangélica Luterana da Letônia tem 450.000 membros. A Igreja Ortodoxa da Letônia é semiautônoma e tem 350.000 membros. O Catolicismo romano na Letônia tem 430.000 fiéis. Historicamente, o oeste e o centro do país são predominantemente protestantes, enquanto no leste – particularmente na região de Latgale – predomina o catolicismo. Os ortodoxos predominam entre os letões russos.
Em 2009, a população de judeus na Letônia era de 667; havia várias centenas de hindus e alguns milhares de muçulmanos. Um movimento neopagão moderno é o Dievturība.
Em fevereiro de 2003, o Ministério da Justiça registrou 1098 congregações. incluindo: luteranas (307), católicas romanas (252), ortodoxas (117), batistas (90), ortodoxas da velha crença (67), Adventistas do Sétimo Dia (47), Testemunhas de Jeová (12), metodistas (12), judaicas (13), budistas (5), muçulmanas (5), hare Krishna (10), mórmons (3), além de mais de 100 outras congregações. Em 2003, o governo também registrou a ciência cristã como uma congregação religiosa reconhecida.
Em 2002, as igrejas da Letônia forneceram as seguintes estimativas do números de membros ao Ministério da Justiça: luteranos(400.000), católicos romanos (500000), ortodoxos (300000), batistas (6000), velhos crentes (70000), Adventistas do Sétimo Dia (4000), testemunhas de Jeová (2000), metodistas (500), judeus (6000), budistas (100), muçulmanos (300), hare Krishna (500) e  mórmons (2000).
Segundo o CIA World Factbook, em 2006, a distribuição da população segundo a religião na Letônia era a seguinte: luteranos 19.6%, ortodoxos 15.3%, outros cristãos 1%, outros 0.4%, não especificados 63.7%.